# ヘンリー・コート

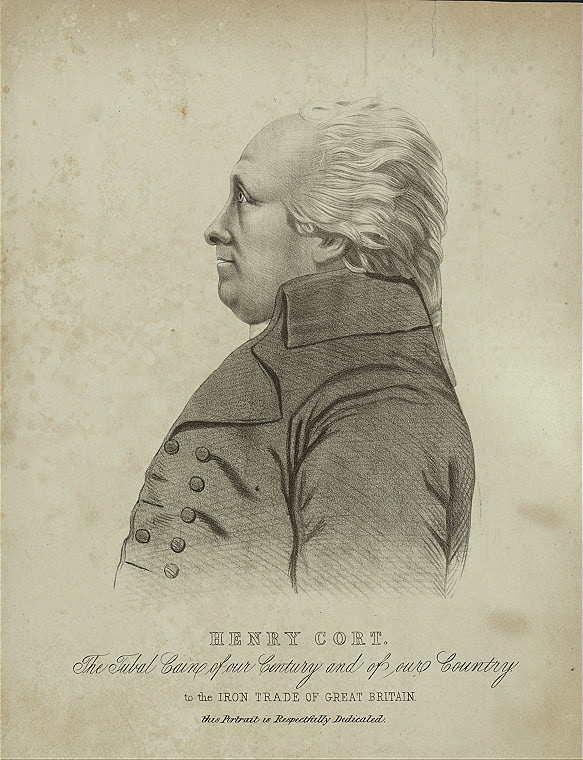
ヘンリー・コート

ヘンリー・コート（Henry Cort、1741年? – 1800年5月23日）は、イギリスの製鉄業者、発明家。パドル法を発明した事で知られる。

## 前半生
ランカスターの生まれ。父はケンダル市長を務めた同名のヘンリー・コート（Henry Cort、1747年没）とされることが多い。生年月日は知られておらず、墓碑に書かれた60th year of his ageも不明瞭だったが、1764年4月21日にエリザベス・ブラウン（Elizabeth Brown）と結婚したとき、コートが自身を22歳としたため、『オックスフォード英国人名事典』はコートの出生日を1741年4月21日と5月23日の間と推論している。いずれにしても、コートは1757年にはロンドンで書記として働き、1761年にはイギリス海軍から仕事を請け負う海運業者（naval agent）のパートナーシップであるバティー・アンド・コート社（Batty and Cort）の組合員になり、さらに1763年には独立した。
1768年、エリザベス・ヘイシャム（Elizabeth Haysham、1816年没、トマス・ヘイシャムの娘）と再婚したが、妻の父が大物政治家である第3代ポートランド公爵ウィリアム・キャヴェンディッシュ＝ベンティンクの家令で、妻のおじにあたるウィリアム・アットウィック（William Attwick）がゴスポートの鉄工所を所有した。アットウィックの鉄工所が海軍の鉄器を製造したため、コートは海軍の鉄器製造にも関わるようになり、アットウィックの事業への投資を経て1776年には事業自体を管理し、その拡大を目指した。2人目の妻との間で13人の子女をもうけた。

## 製鉄業の状況
産業革命期のイギリスでは、18世紀初頭にエイブラハム・ダービー1世、2世父子がコークス製鉄法を発明した。しかし、この方法では質の低い鉄しか作れなかったため、銑鉄から良質の棒鉄を製造するには依然として木炭を使う必要があった。それが障害となって鍛鉄生産量の増加にはつながらず、イギリスは18世紀にも大量の棒鉄をスウェーデンやロシア帝国から輸入する必要があり、国内で良質の棒鉄を生産することが喫緊の課題であった。

## パドル法の発明
この課題の解決のため、コートはハンプシャーのファントリーにある製鉄所で実験を繰り返し、ピーター・オニオンズとともに「パドル炉」と呼ばれる技術を生み出した。この技術は、1785年と1783年の2つの特許からなる。前者は、反射炉を石炭で加熱し、そこに銑鉄を入れて糊状に融解し反射炉の中で攪拌して錬鉄の塊をつくる技術を指す。後者は、錬鉄をハンマーで打って鉱滓を取り除いたのち、さらに熱してハンマーで打つかわりにローラーにかける技術である。コートはこれらの特許を取得し、これらの技術は急速に採用されていき、1789年4月に海軍委員会が棒鉄供給契約への入札を公募したとき、コートの特許に基づき製造された棒鉄のみを受け付けると表明するに至った。パドル法は以降長期間にわたって使用され、19世紀後半にようやく取って代わられた。
この反射炉は、火床と炉床が分離しており燃料と接触することなく銑鉄を溶解・精錬することができ、石炭を用いても硫黄が鉄に混入するおそれがなくなったという点において画期的である。

## 晩年
コートはパドル法を発明した事で、多くの工場がその法を利用し鉄の生産普及に貢献した。しかしそこに不幸がコートを襲った。コートは事業資金を海軍支払副長官（deputy paymaster of the navy）であるアダム・ジェリコー（Adam Jellicoe）から提供されたが、ジェリコーは公金を着服してそれをコートに支払っており、それが1788年7月に露見した。1789年8月には海軍会計長官が訴訟でコートから27,500ポンドを取り返し、コートは財産を奪われたことでほかの債務者に返済できなくなり、1789年10月に破産を宣告された。
コートの友人たちが債務返済を手伝ったことで、1790年4月に適合証明書（certificate of conformity）を取得し、破産していない人と同様の生活を送れるようになった。1794年には政府から200ポンドの年金をもらえるようになったが、以降も破産状態が正式に解消されず、1800年5月23日にシティ・オブ・ウェストミンスターのデヴォンシャー・ストリートで死去した。
コートの特許はコートが破産した時点で国に没取されたが、イギリス政府は特許料を徴収しようとしなかったため、イギリスの製鉄業は特許料という足枷なしにコートの発明を利用でき、その代償として当時のイギリスの大手製鉄業者は説得を受けて1811年にコートの未亡人の生活費を出した。